# 潜補伊1000型
潜補伊1000型（せんほい1000がた）は、荒巻義雄の架空戦記『紺碧の艦隊』『旭日の艦隊』に登場する架空の潜水艦である。

## 特徴
この潜水艦は、一言で言えば『潜水水上機母艦』である。後世日本海軍では優秀な水上機を多数保有している故、陸上爆撃機でも届かない距離を水上機母艦による中継補給をして理論上では無限大まで水上機の作戦半径距離を伸ばすことに成功した。通常なら波で機体が上手く着水できない外洋でも、後世の技術である海洋レンズを用いる事でその問題を解決した。整備用格納式クレーンを2基装備し、艦尾に垂直航行舵と一体化した司令塔を持つ平滑な甲板構造のため、簡単な整備を艦上で行う事も可能である。複胴型の耐圧殻を持つ船体の大部分は燃料輸送用タンクとして機能している。
潜揚大伊900型同様、運用艦数は10艦程度と見られる。ちなみに潜水空母というわけではなく、航空機の補給を主としているため、発想は前世の空母『信濃』と似ている所があるが、独Uボート艦隊のパック攻撃を支えた支援潜『ミルヒ・クー（Milchkuh、乳牛）』型同様、ワルター機関で航行する紺碧艦隊への燃料や糧秣補給も行っており、コミック6巻で描写されている。航空機用ワルター発動機発動機を搭載した「空中戦艦 富士」に燃料補給が行えてたのは、そのためである。

### 武装
- 魚雷発射管:4門
- 3連装機銃:6基

コミック3巻のイラストでは、内火艇などを格納するためと思われる船首大型水密ハッチを持っている

## 劇中での活躍
この潜水艦の存在が明らかになったのはニューカレドニア島での米国海軍第7艦隊殲滅作戦である。この時伊1000型は水上戦闘機『紫式水戦』、水上攻撃機『緑電改』の中継補給を行い勝利に貢献した。それから程なく発生したクリスマス島攻略戦の際、高杉艦隊が撃墜した米国重爆撃機『B32 フライングデビル』を1003潜が捕獲、そのまま日本本土へ持ち帰った。
その後、照和19年の天極作戦で『空中戦艦 富士』の補給支援をブラジル領セント・パウロ島沖で行った後、姿を消していたが『旭日の艦隊』終盤で北大西洋に出現、旭日艦隊唯一の航空戦力となった水上攻撃機『海魔』の支援に当たった。